# Wilson Franco Cruz
Wilson Franco Cruz (Machala, 1 de abril de 1927-Guayaquil, 15 de mayo de 2018) fue un médico y político ecuatoriano.

## Biografía
Nacido en la ciudad de Machala, provincia de El Oro, siendo hijo de José Ignacio Franco Rosales y de Enma Cruz Murillo. Descendiente de una antigua familia de esta ciudad, cuyo alcalde primero fue Mariano Franco Rodríguez-Plaza.
Realizó sus estudios primarios y secundarios en su ciudad natal, en la Escuela Simón Bolívar y en el Centenario Colegio 9 de octubre respectivamente.
Posteriormente obtuvo el título de doctor en Medicina en la Universidad Estatal de Guayaquil, donde fue merecedor del Premio Contenta por sus méritos académicos. 
En su actividad privada fue cofundador de la Clínica Santa María, la primera institución de la ciudad de Machala en brindar servicio médico con altos estándares de calidad en los años 1960. 

## Cargos desempeñados
- Alcalde del cantón Machala[1]
- Presidente fundador de la empresa Eléctrica El Oro.[1]
- Director provincial de Salud de la provincia de El Oro.[1]
- Director del Hospital Teófilo Dávila de Machala.[1]
- Presidente de Cruz Roja de El Oro.[4]
- Presidente vitalicio y fundador de Solca Machala.[1]